# Časovni pregled vesoljskih odprav s človeško posadko
Časovni pregled vesoljskih odprav s človeško posadko:
| \| 1960. \| \| 1961 \| 1962 \| 1963 \| 1964 \| 1965 \| 1966 \| 1967 \| 1968 \| 1969 \| \| 1970. \| 1970 \| 1971 \| 1972 \| 1973 \| 1974 \| 1975 \| 1976 \| 1977 \| 1978 \| 1979 \| \| 1980. \| 1980 \| 1981 \| 1982 \| 1983 \| 1984 \| 1985 \| 1986 \| 1987 \| 1988 \| 1989 \| \| 1990. \| 1990 \| 1991 \| 1992 \| 1993 \| 1994 \| 1995 \| 1996 \| 1997 \| 1998 \| 1999 \| \| 2000. \| 2000 \| 2001 \| 2002 \| 2003 \| 2004 \| 2005 \| 2006 \| 2007 \| 2008 \| \| \| Prihodnost \| \| \| \| \| \| \| \| \| \| \| | 156+(11+2) 78+26 2 Skupaj 262+(11+2) | - Podorbitalni poleti: 3+(11+2) - Poleti v tirnici Zemlje: 249 - Poleti v tirnici Lune: 3 - Pristanki na Luni: 6 Šteje se država izdelovalka plovila ali kraj izstrelitve |      |      |      |      |      |      |      |      |
| 1960. |                                      | 1961 | 1962 | 1963 | 1964 | 1965 | 1966 | 1967 | 1968 | 1969 |
| 1970. | 1970                                 | 1971 | 1972 | 1973 | 1974 | 1975 | 1976 | 1977 | 1978 | 1979 |
| 1980. | 1980                                 | 1981 | 1982 | 1983 | 1984 | 1985 | 1986 | 1987 | 1988 | 1989 |
| 1990. | 1990                                 | 1991 | 1992 | 1993 | 1994 | 1995 | 1996 | 1997 | 1998 | 1999 |
| 2000. | 2000                                 | 2001 | 2002 | 2003 | 2004 | 2005 | 2006 | 2007 | 2008 |      |
| Prihodnost |                                      | |      |      |      |      |      |      |      |      |

Niso se še natančno dogovorili, kaj pomeni vesoljski polet s človeško posadko. V ZDA je vesoljski polet določen kot polet nad višino 50 milj, Mednarodna aeronavtična zveza (FAI) pa določa vesoljski polet nad 100 km (Kármánova ločnica). Do leta 2003 moramo tako upoštevati še 13 ameriških podorbitalnih poletov, vsi s preskusnim raketnim letalom North American X-15 (poleti 62, 77, 87, 90, 91, 138, 143, 150, 153, 174, 190, 191, 197). Dva od njih, 90. in 91. sta bila nad 100 km. Rusi so s satelitom brez posadke preskušali nizko krožnico na višini okoli 100 km in z njim nekajkrat obleteli Zemljo, vendar je satelit kmalu prenehal delovati. Podrobnejši podatki o tem niso znani.
Prav tako se ne skladajo z določitvijo vsi poleti sovjetskega vesoljskega programa Vostok, ker so se vsi kozmonavti izstrelili iz kapsul, po definiciji pa mora pilot ostati v kabini od vzleta do pristanka, vendar to dejstvo večinoma zanemarjajo, saj so drugi elementi teh poletov več kot zgovorni v primerjavi s tedanjimi ameriškimi.
Od naštetih poletov so bili 3 poleti v tirnici drugega nebesnega telesa (Lune), 6 pa pristankov na drugem nebesnem telesu - Luni.

### 1961
- Vostok 1, SZ (tirnica Zemlje)
- Mercury 3, ZDA (podorbitalni polet)
- Mercury 4, ZDA (podorbitalni polet)
- Vostok 2, SZ (tirnica Zemlje)

### 1962
- Mercury 6, ZDA (tirnica Zemlje)
- Mercury 7, ZDA (tirnica Zemlje)
- X-15 polet 62, ZDA (nad 50 milj)
- Vostok 3, SZ (tirnica Zemlje)
- Vostok 4, SZ (tirnica Zemlje)
- Mercury 8, ZDA (tirnica Zemlje)

### 1963
- X-15 polet 77, ZDA (nad 50 milj)
- Mercury 9, ZDA
- Vostok 5, SZ (tirnica Zemlje)
- Vostok 6, SZ (tirnica Zemlje)
- X-15 polet 87, ZDA (nad 50 milj)
- X-15 polet 90, ZDA (nad 100 km)
- X-15 polet 91, ZDA (nad 100 km)

### 1964
- Voshod 1, SZ (tirnica Zemlje)

### 1965
- Voshod 2, SZ (tirnica Zemlje)
- Gemini 3, ZDA (tirnica Zemlje)
- Gemini 4, ZDA (tirnica Zemlje)
- X-15 polet 138, ZDA (nad 50 milj)
- X-15 polet 143, ZDA (nad 50 milj)
- Gemini 5, ZDA (tirnica Zemlje)
- X-15 polet 150, ZDA (nad 50 milj)
- X-15 polet 153, ZDA (nad 50 milj)
- Gemini 7, ZDA (tirnica Zemlje)
- Gemini 6, ZDA (tirnica Zemlje)

### 1966
- Gemini 8, ZDA (tirnica Zemlje)
- Gemini 9, ZDA (tirnica Zemlje)
- Gemini 10, ZDA (tirnica Zemlje)
- Gemini 11, ZDA (tirnica Zemlje)
- X-15 polet 174, ZDA (nad 50 milj)
- Gemini 12, ZDA

### 1967
- Sojuz 1, SZ (tirnica Zemlje)
- X-15 polet 190, ZDA (nad 50 milj)
- X-15 polet 191, ZDA (nad 50 milj)

### 1968
- Apollo 7, ZDA
- X-15 polet 197, ZDA (nad 50 milj)
- Sojuz 3, SZ (tirnica Zemlje)
- Apollo 8, ZDA (tirnica Lune)

### 1969
- Sojuz 4, SZ (tirnica Zemlje)
- Sojuz 5, SZ (tirnica Zemlje)
- Apollo 9, ZDA (tirnica Zemlje)
- Apollo 10, ZDA (tirnica Lune)
- Apollo 11, ZDA (pristanek na Luni)
- Sojuz 6, SZ (tirnica Zemlje)
- Sojuz 7, SZ (tirnica Zemlje)
- Sojuz 8, SZ (tirnica Zemlje)
- Apollo 12, ZDA (pristanek na Luni)

### 1970
- Apollo 13, ZDA (tirnica Lune)
- Sojuz 9, SZ (tirnica Zemlje)

### 1971
- Apollo 14, ZDA (pristanek na Luni)
- Sojuz 10, SZ (tirnica Zemlje)
- Sojuz 11, SZ (tirnica Zemlje)
- Apollo 15, ZDA (pristanek na Luni)

### 1972
- Apollo 16, ZDA (pristanek na Luni)
- Apollo 17, ZDA (pristanek na Luni)

### 1973
- Skylab 2, ZDA (tirnica Zemlje)
- Skylab 3, ZDA (tirnica Zemlje)
- Sojuz 12, SZ (tirnica Zemlje)
- Skylab 4, ZDA (tirnica Zemlje)
- Sojuz 13, SZ (tirnica Zemlje)

### 1974
- Sojuz 14, SZ (tirnica Zemlje)
- Sojuz 15, SZ (tirnica Zemlje)
- Sojuz 16, SZ (tirnica Zemlje)

### 1975
- Sojuz 17, SZ (tirnica Zemlje)
- Sojuz 18a, SZ (tirnica Zemlje)
- Sojuz 18, SZ (tirnica Zemlje)
- Sojuz 19 - Apollo-Sojuz, SZ (tirnica Zemlje)
- Apollo-Sojuz, ZDA (tirnica Zemlje)

### 1976
- Sojuz 21, SZ (tirnica Zemlje)
- Sojuz 22, SZ (tirnica Zemlje)
- Sojuz 23, SZ (tirnica Zemlje)

### 1977
- Sojuz 24, SZ (tirnica Zemlje)
- Sojuz 25, SZ (tirnica Zemlje)
- Sojuz 26, SZ (tirnica Zemlje)

### 1978
- Sojuz 27, SZ (tirnica Zemlje)
- Sojuz 28, SZ (tirnica Zemlje)
- Sojuz 29, SZ (tirnica Zemlje)
- Sojuz 30, SZ (tirnica Zemlje)
- Sojuz 31, SZ (tirnica Zemlje)

### 1979
- Sojuz 32, SZ (tirnica Zemlje)
- Sojuz 33, SZ (tirnica Zemlje)
- Sojuz 34, SZ (tirnica Zemlje)

### 1980
- Sojuz 35, SZ (tirnica Zemlje)
- Sojuz 36, SZ (tirnica Zemlje)
- Sojuz T-2, SZ (tirnica Zemlje)
- Sojuz 37, SZ (tirnica Zemlje)
- Sojuz 38, SZ (tirnica Zemlje)
- Sojuz T-3, SZ (tirnica Zemlje)

### 1981
- Sojuz T-4, SZ (tirnica Zemlje)
- Sojuz 39, SZ (tirnica Zemlje)
- STS-1 (Columbia/1), ZDA (tirnica Zemlje)
- Sojuz 40, SZ (tirnica Zemlje)
- STS-2 (Columbia/2), ZDA (tirnica Zemlje)

### 1982
- STS-3 (Columbia/3), ZDA (tirnica Zemlje)
- Sojuz T-5, SZ (tirnica Zemlje)
- Sojuz T-6, SZ (tirnica Zemlje)
- STS-4 (Columbia/4), ZDA (tirnica Zemlje)
- Sojuz T-7, SZ (tirnica Zemlje)
- STS-5 (Columbia/5), ZDA (tirnica Zemlje)

### 1983
- STS-6 (Challenger/1), ZDA
- Sojuz T-8, SZ
- STS-7 (Challenger/2), ZDA
- Sojuz T-9, SZ
- STS-8 (Challenger/3), ZDA
- STS-9 (Columbia/6), ZDA

### 1984
- STS-41-B (Challenger/4), ZDA
- Sojuz T-10, SZ
- Sojuz T-11, SZ
- STS-41-C (Challenger/5), ZDA
- Sojuz T-12, SZ
- STS-41-D (Discovery/1), ZDA
- STS-41-G (Challenger/6), ZDA
- STS-51-A (Discovery/2), ZDA

### 1985
- STS-51-C (Discovery/3), ZDA
- STS-51-D (Discovery/4), ZDA
- STS-51-B (Challenger/7), ZDA
- Sojuz T-13, SZ
- STS-51-G (Discovery/5), ZDA
- STS-51-F (Challenger/8), ZDA
- STS-51-I (Discovery/6), ZDA
- Sojuz T-14, SZ
- STS-51-J (Atlantis/1), ZDA
- STS-61-A (Challenger/9), ZDA
- STS-61-B (Atlantis/2), ZDA

### 1986
- STS-61-C (Columbia/7), ZDA
- STS-51-L (Challenger/10), ZDA
- Sojuz T-15, SZ

### 1987
- Sojuz TM-2, SZ
- Sojuz TM-3, SZ
- Sojuz TM-4, SZ

### 1988
- Sojuz TM-5, SZ
- Sojuz TM-6, SZ
- STS-26 (Discovery/7), ZDA
- Sojuz TM-7, SZ
- STS-27 (Atlantis/3), ZDA

### 1989
- STS-29 (Discovery/8), ZDA
- STS-30 (Atlantis/4), ZDA
- STS-28 (Columbia/8), ZDA
- Sojuz TM-8, SZ
- STS-34 (Atlantis/5), ZDA
- STS-33 (Discovery/9), ZDA

### 1990
- STS-32 (Columbia/9), ZDA
- Sojuz TM-9, SZ
- STS-36 (Atlantis/6), ZDA
- STS-31 (Discovery/10), ZDA
- Sojuz TM-10, SZ
- STS-41 (Discovery/11), ZDA
- STS-38 (Atlantis/7), ZDA
- STS-35 (Columbia/10), ZDA
- Sojuz TM-11

### 1991
- STS-37 (Atlantis/8), ZDA
- STS-39 (Discovery/12), ZDA
- Sojuz TM-12, SZ
- STS-40 (Columbia/11), ZDA
- STS-43 (Atlantis/9), ZDA
- STS-48 (Discovery/13), ZDA
- Sojuz TM-13, SZ
- STS-44 (Atlantis/10), ZDA

### 1992
- STS-42 (Discovery/14), ZDA
- Sojuz TM-14, Rusija
- STS-45 (Atlantis/11), ZDA
- STS-49 (Endeavour/1), ZDA
- STS-50 (Columbia/12), ZDA
- Sojuz TM-15, Rusija
- STS-46 (Atlantis/12), ZDA
- STS-47 (Endeavour/2), ZDA
- STS-52 (Columbia/13), ZDA
- STS-53 (Discovery/15), ZDA

### 1993
- STS-54 (Endeavour/3), ZDA
- Sojuz TM-16, Rusija
- STS-56 (Discovery/16), ZDA
- STS-55 (Columbia/14), ZDA
- STS-57 (Endeavour/4), ZDA
- Sojuz TM-17, Rusija
- STS-51 (Discovery/17), ZDA
- STS-58 (Columbia/15), ZDA
- STS-61 (Endeavour/5), ZDA

### 1994
- Soyuz TM-18, Rusija
- STS-60 (Discovery/18), ZDA
- STS-62 (Columbia/16), ZDA
- STS-59 (Endeavour/6), ZDA
- Sojuz TM-19, Rusija
- STS-65 (Columbia/17), ZDA
- STS-64 (Discovery/19), ZDA
- STS-68 (Endeavour/7), ZDA
- Sojuz TM-20, Rusija
- STS-66 (Atlantis/13), ZDA

### 1995
- STS-63 (Discovery/20), ZDA
- STS-67 (Endeavour/8), ZDA
- Sojuz TM-21, Rusija
- STS-71 (Atlantis/14), ZDA
- STS-70 (Discovery/21), ZDA
- Sojuz TM-22, Rusija
- STS-69 (Endeavour/9), ZDA
- STS-73 (Columbia/18), ZDA
- STS-74 (Atlantis/15), ZDA

### 1996
- STS-72 (Endeavour/10), ZDA
- Sojuz TM-23, Rusija
- STS-75 (Columbia/19), ZDA
- STS-76 (Atlantis/16), ZDA
- STS-77 (Endeavour/11), ZDA
- STS-78 (Columbia/20), ZDA
- Sojuz TM-24, Rusija
- STS-79 (Atlantis/17), ZDA
- STS-80 (Columbia/21), ZDA

### 1997
- STS-81 (Atlantis/18), ZDA
- Sojuz TM-25, Rusija
- STS-82 (Discovery/22), ZDA
- STS-83 (Columbia/22), ZDA
- STS-84 (Atlantis/19), ZDA
- STS-94 (Columbia/23), ZDA
- Sojuz TM-26, Rusija
- STS-85 (Discovery/23), ZDA
- STS-86 (Atlantis/20), ZDA
- STS-87 (Columbia/24), ZDA

### 1998
- STS-89 (Endeavour/12), ZDA
- Sojuz TM-27, Rusija
- STS-90 (Columbia/25), ZDA
- STS-91 (Discovery/24), ZDA
- Sojuz TM-28, Rusija
- STS-95 (Discovery/25), ZDA
- STS-88 (Endeavour/13), ZDA

### 1999
- Sojuz TM-29, Rusija
- STS-96 (Discovery/26), ZDA
- STS-93 (Columbia/26), ZDA
- STS-103 (Discovery/27), ZDA

### 2000
- STS-99 (Endeavour/14), ZDA
- Sojuz TM-30, Rusija
- STS-101 (Atlantis/21), ZDA
- STS-106 (Atlantis/22), ZDA
- STS-92 (Discovery/28), ZDA
- Sojuz TM-31 / Odprava 1 MVP, Rusija / ZDA
- STS-97 (Endeavour/15), ZDA

### 2001
- STS-98 (Atlantis/23), ZDA
- STS-102 (Discovery/29) / Odprava 2 MVP, ZDA / Rusija
- STS-100 (Endeavour/16), ZDA
- Sojuz TM-32, Rusija
- STS-104 (Atlantis/24), ZDA
- STS-105 (Discovery/30) / Odprava 3 MVP, ZDA / Rusija
- Sojuz TM-33, Rusija
- STS-108 (Endeavour/17) / Odprava 4 MVP, ZDA / Rusija

### 2002
- STS-109 (Columbia/27), ZDA
- STS-110 (Atlantis/25), ZDA
- Sojuz TM-34, Rusija
- STS-111 (Endeavour/18) / Odprava 5 MVP, ZDA / Rusija
- STS-112 (Atlantis/26), ZDA
- Sojuz TMA-1, Rusija
- STS-113 (Endeavour/19) / Odprava 6 MVP, ZDA / Rusija

### 2003
- STS-107 (Columbia/28), ZDA
- Sojuz TMA-2 Odprava 7 MVP, Rusija / ZDA
- Šenžou 5 (Kitajska)
- Sojuz TMA-3 / Odprava 8 MVP, Rusija / ZDA

### 2004
- Sojuz TMA-4 / Odprava 9 MVP, Rusija / ZDA
- SpaceShipOne polet 15P, (SpaceShipOne), ZDA, Scaled Composites  (nevladno)
- SpaceShipOne polet 16P, (SpaceShipOne)
- SpaceShipOne polet 17P, (SpaceShipOne)
- Sojuz TMA-5 / Odprava 10 MVP, Rusija / ZDA

### 2005
- Sojuz TMA-6 / Odprava 11 MVP, Rusija / ZDA
- STS-114 (Discovery/31), ZDA
- Sojuz TMA-7 / Odprava 12 MVP, Rusija / ZDA
- Šenžou 6 (Kitajska)

### 2006
- Sojuz TMA-8 / Odprava 13 MVP, Rusija / ZDA
- STS-121 (Discovery/31) / Odprava 14 MVP, ZDA / Rusija
- STS-115 (Atlantis/27), ZDA
- Sojuz TMA-9 / Odprava 14 MVP, Rusija / ZDA
- STS-116 (Discovery/32), ZDA (9. december)

### 2007
- Sojuz TMA-10 / Odprava 15 MVP, Rusija / ZDA
- STS-117 (Atlantis/28) / Odprava 15 MVP, ZDA / Rusija
- STS-118 (Endeavour/20), ZDA
- Sojuz TMA-11 / Odprava 16 MVP, Rusija / ZDA
- STS-120 (Discovery/33) / Odprava 16 MVP, ZDA

### 2008
- STS-122 (Atlantis/29) / Odprava 16 MVP, ZDA
- STS-123 (Endeavour/21) / Odprava 16 MVP, ZDA
- Sojuz TMA-12 / Odprava 17 MVP, Rusija / ZDA
- STS-124 (Discovery/34) / Odprava 17 MVP, ZDA / Rusija
- Šenžou 7 (Kitajska)

## Prihodnost
Okoli leta 2030 pričakujejo prvi polet na Mars
Vesoljska plovila s človeško posadko (vesoljske ladje), ki niso ali še niso letele:
- Sovjetski raketoplan Buran
- Evropsko vesoljsko plovilo Hermes